# Estrella variable Mira

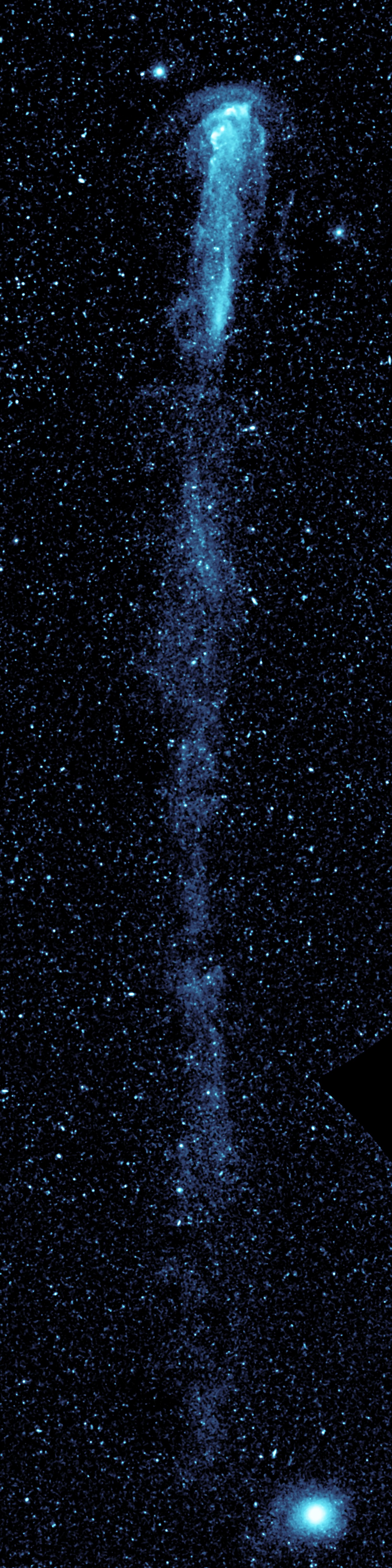
Imagen de Mira en luz ultravioleta, en donde se aprecia el rastro que deja la estrella.

Una variable Mira es una estrella variable pulsante caracterizada por un color rojo intenso, un período de pulsación de más de 100 días, y una amplitud de más de una magnitud aparente. Son gigantes rojas en estados muy avanzados de su evolución estelar situadas en la rama asintótica gigante (RAG) en el diagrama de Hertzsprung-Russell, que en el transcurso de unos millones de años expulsarán sus capas exteriores creando una nebulosa planetaria, quedando el núcleo remanente como una enana blanca. 
Se piensa que las variables Mira tienen masas inferiores a 2 masas solares, pero al tener tan distendidas sus capas exteriores su luminosidad puede ser miles de veces mayor que la del Sol. Se piensa que las pulsaciones se producen por la expansión y la contracción de toda la estrella: esto produce un cambio en su temperatura y tamaño, lo que ocasiona la variación observada en su brillo. Las últimas observaciones han puesto de manifiesto que una gran parte de las variables Mira no tienen forma esférica.
Aunque las variables Mira tienen un comportamiento y una estructura similar, en realidad forman un grupo heterogéneo en cuanto a edad, masa, modo de pulsación y composición química. Algunas, como R Leporis, son estrellas de carbono, mientras que otras muestran un aumento o disminución en su período de pulsación a lo largo del tiempo.
Un pequeño subgrupo de variables Mira parecen cambiar su período a lo largo del tiempo; este aumenta o disminuye sustancialmente (hasta un factor de tres) en el transcurso de décadas o siglos. Se cree que esto puede deberse a pulsos termales, producidos por una capa de hidrógeno cerca del núcleo estelar que llega a estar lo suficientemente caliente y densa para experimentar fusión nuclear. Esto cambia la estructura de la estrella, lo que se manifiesta por un cambio en el período. Se piensa que esto sucede en todas las variables Mira, pero a la corta duración de los pulsos termales (apenas unos miles de años) en relación con la permanencia en la rama asintótica gigante (varios millones de años), implica que solo vemos este fenómeno en algunas de las muchas variables Mira conocidas. No obstante, la mayoría de ellas exhiben ligeros cambios de período entre ciclos, probablemente causados por un comportamiento no linear en la envoltura estelar, incluyendo desviaciones de la simetría esférica.
Las variables Mira suscitan un gran interés dentro de la astronomía amateur debido a sus espectaculares cambios de brillo. La estrella Mira (ο Ceti), a quien deben su nombre estas variables, es la estrella más notable dentro del grupo. En la siguiente tabla figuran algunas de las variables Mira más conocidas.
| Nombre             | Magnitud aparente máxima | Magnitud aparente mínima | Período (días) |
| ------------------ | ------------------------ | ------------------------ | -------------- |
| Mira (ο Ceti)      | 2                        | 10,1                     | 331,996        |
| Ji Cygni (χ Cygni) | 3,3                      | 14,2                     | 408,5          |
| R Hydrae           | 3,5                      | 10,9                     | 388,87         |
| R Carinae          | 3,9                      | 10,5                     | 308,71         |
| R Leonis           | 4,4                      | 11,3                     | 309,95         |
| S Carinae          | 4,5                      | 9,9                      | 149,9          |
| R Cassiopeiae      | 4,7                      | 13,5                     | 430,46         |
| R Horologii        | 4,7                      | 14,3                     | 407,6          |
| U Orionis          | 4,8                      | 13                       | 368,3          |
| RR Scorpii         | 5,0                      | 12,4                     | 281,45         |
| R Serpentis        | 5,16                     | 14,4                     | 356,41         |
| R Centauri         | 5,3                      | 11,8                     | 546,2          |
| R Trianguli        | 5,4                      | 12,6                     | 266,9          |
| R Leporis*         | 5,5                      | 11,7                     | 427,1          |
| R Aquilae          | 5,5                      | 12                       | 284,2          |
| R Aquarii          | 5,8                      | 12,4                     | 386,96         |
| U Cygni*           | 5,9                      | 12,1                     | 463,24         |

* Estrellas de carbono